# Kéksávos légivadász
A kéksávos légivadász (Enallagma cyathigerum) a rovarok (Insecta) osztályának szitakötők (Odonata) rendjébe, ezen belül az egyenlő szárnyú szitakötők (Zygoptera) alrendjébe és a légivadászok (Coenagrionidae) családjába tartozó faj.

## Előfordulása
A kéksávos légivadász nagy számban fordul elő állóvizeknél Európában, Ázsia mérsékelt övi részein és Észak-Amerika egyes részein.

## Megjelenése
A kéksávos légivadász hossza 24-28 milliméter, szárnyfesztávolsága 38 milliméter. A hím hengeres, nagyon hosszú és keskeny potroha élénk kék, fekete csíkokkal. A végén található a fogó, amely párzáskor a nőstény megragadására szolgál. A nőstény potroha szürkészöld, fekete mintázattal. Csúcsán található a tojócső a peték lerakásához. A szitakötőnek két pár szinte átlátszó, erezett, majdnem egyforma szárnya van, melyek nyugalmi állapotban összecsukódnak. Összetett szemei nagyon nagyok, a fej két oldalán ülnek és zsákmányszerzésre ideálisak. A lárvák körülbelül 30 milliméter hosszúak, sötét zöldesbarnák és hat hosszú lábuk van. A potrohból kiálló három kopoltyúszelvényt légzésre és kormányként használják. A lárvák meghosszabbodott, fogóként szolgáló szájszervekkel (fogóálarc) rendelkeznek, amelyet előretolnak, hogy zsákmányt fogjanak.

## Életmódja
A kéksávos légivadász társas lény; állóvizeknél nagy számban él. Táplálékai különféle rovarok, rendszerint röptükben kapja el őket. Mivel kis testű faj, nagyobb szitakötőfajok áldozatául eshet. A kéksávos légivadász lárvája és imágója együttesen 1-2 évig él.

## Szaporodása
Az ivarérettséget a kifejlettség elérésétől számított körülbelül 3 hét után éri el. A párzási időszak május–szeptember között van. Elterjedési területének déli részén ez a szitakötő évente akár három generációt is képes létre hozni. Párzás közben a hím a potrohán található fogóval a nyakánál ragadja meg a nőstényt, amely előrehajlítja a potrohát, hogy ivarnyílását a hím párzószervével összekapcsolja. Ezt a párosodáskor jellemző testtartást „párzási keréknek” nevezik. A lárva-szakasz néhány hét és két év között tart.

## Képek

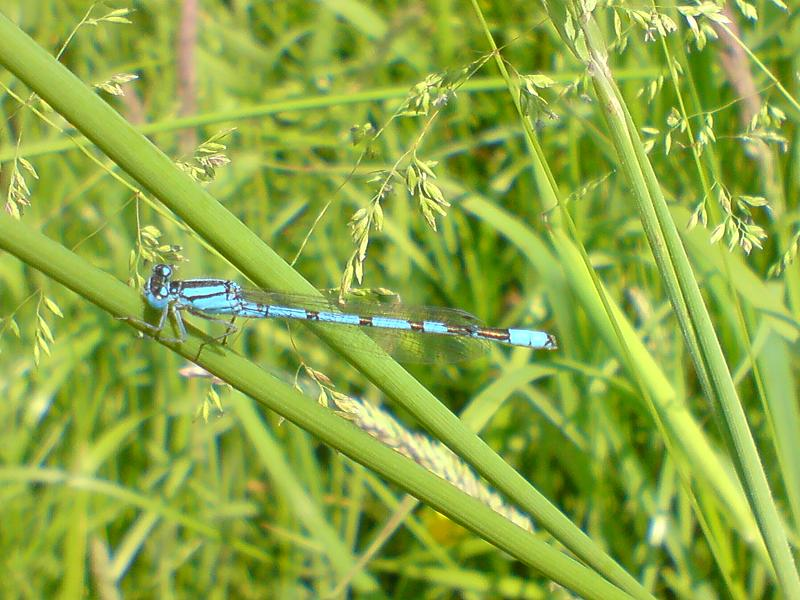
Hím példány Angliából
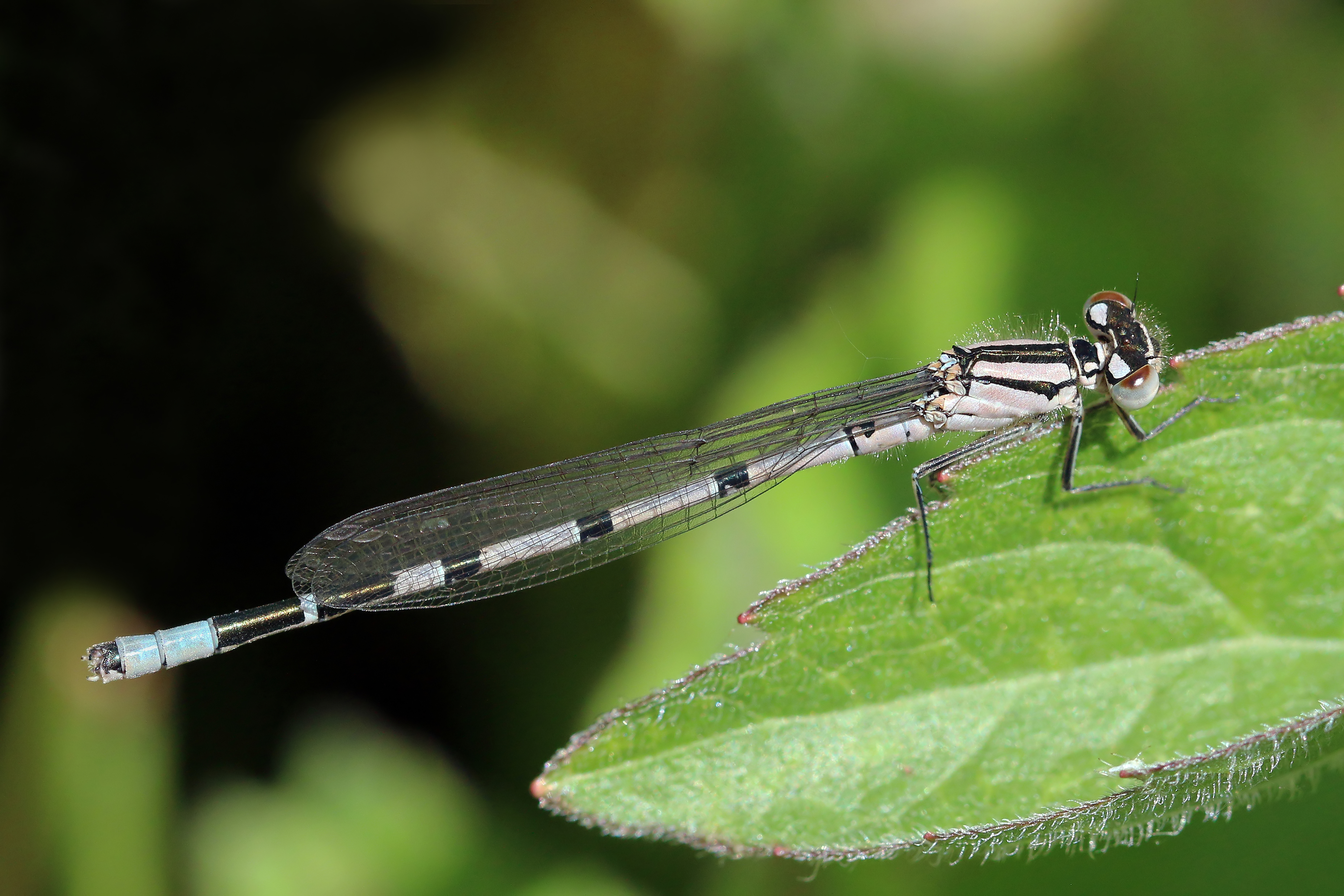
Fiatal hím
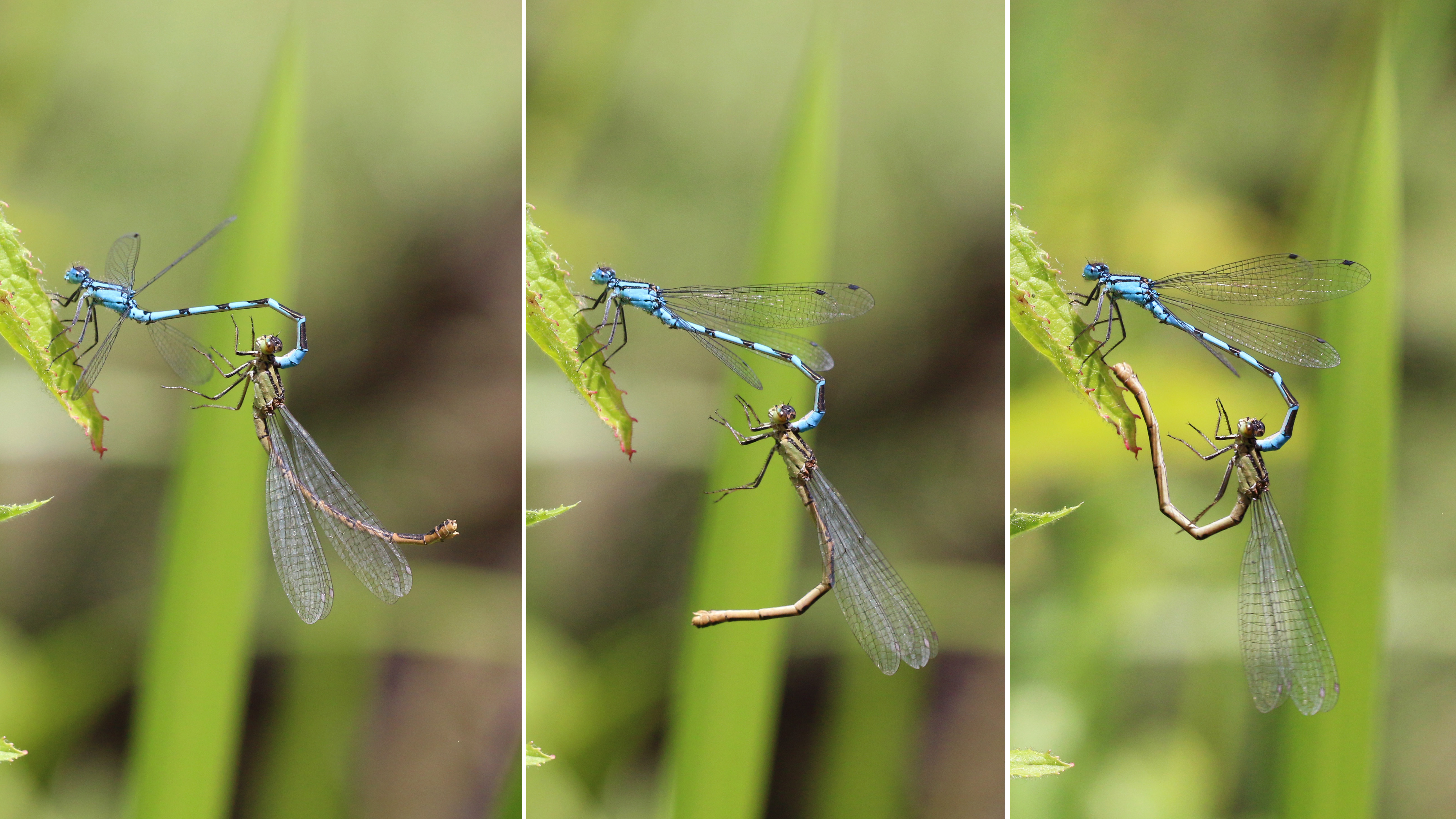
Kéksávos légivadászok párzása (Whitecross Green Wood, Buckinghamshire, Anglia)